# Hermandad de la Redención (Jerez)
La Ilustre y Salesiana Hermandad y Cofradía de Nuestro Padre Jesús de la Redención ante el Sumo Sacerdote Anás, María Santísima Madre de la Iglesia, Auxiliadora del Pueblo de Dios, San Juan Bosco, Santa María Mazarello, Compañía de la Inmaculada Concepción es la segunda de las cofradías que realizan su procesión en la tarde del Jueves Santo en Jerez de la Frontera.

## Historia
En 1984 un grupo de Antiguos Alumnos Salesianos, animados por miembros de la Comunidad Salesiana de Jerez, el proyecto se vio truncado; pero el grupo de Antiguos Alumnos no perdió ni un segundo la ilusión, y fue en 1996 cuando el proyecto toma fuerza, siendo bendecidas en ese año las Imágenes.
En 1999 Don Rafael Bellido Caro aprueba los estatutos bajo el nombre de Asociación de Fieles. En 2004 son aprobados como Hermandad de penitencia.

## Túnica
Túnica de color hueso, con fajín, capa y antifaz de color azul marino. Sobre el antifaz una cruz bordada en oro, y sobre el brazo izquierdo de la capa, el escudo de la corporación.

## Paso

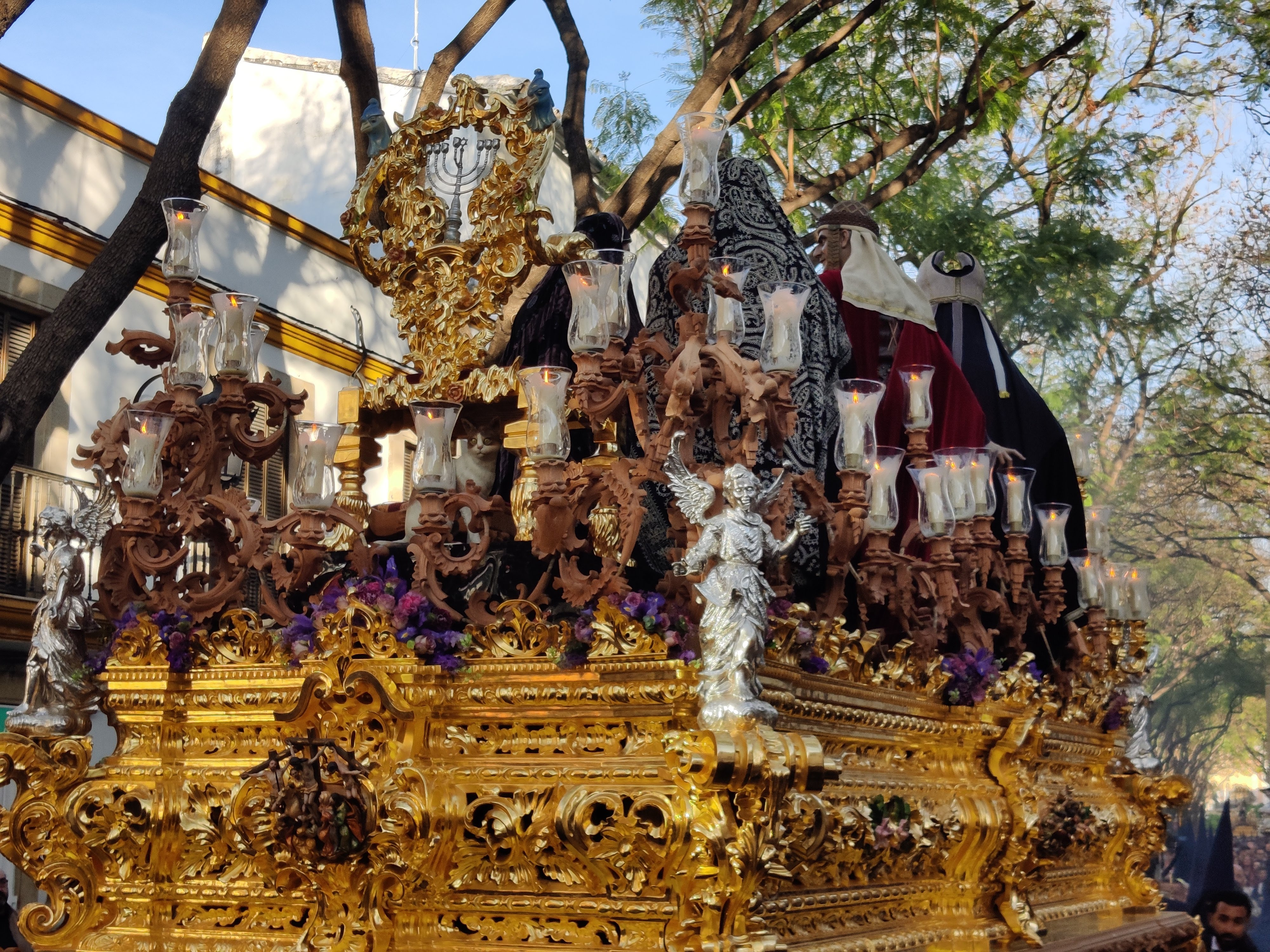
Trasera del paso con gato debajo del trono

Representa el momento en que Malco, siervo de Anás, abofetea a Jesús, ante miembros del sanedrín.
En 2023 se le añade un gato "Moi"

## Sede

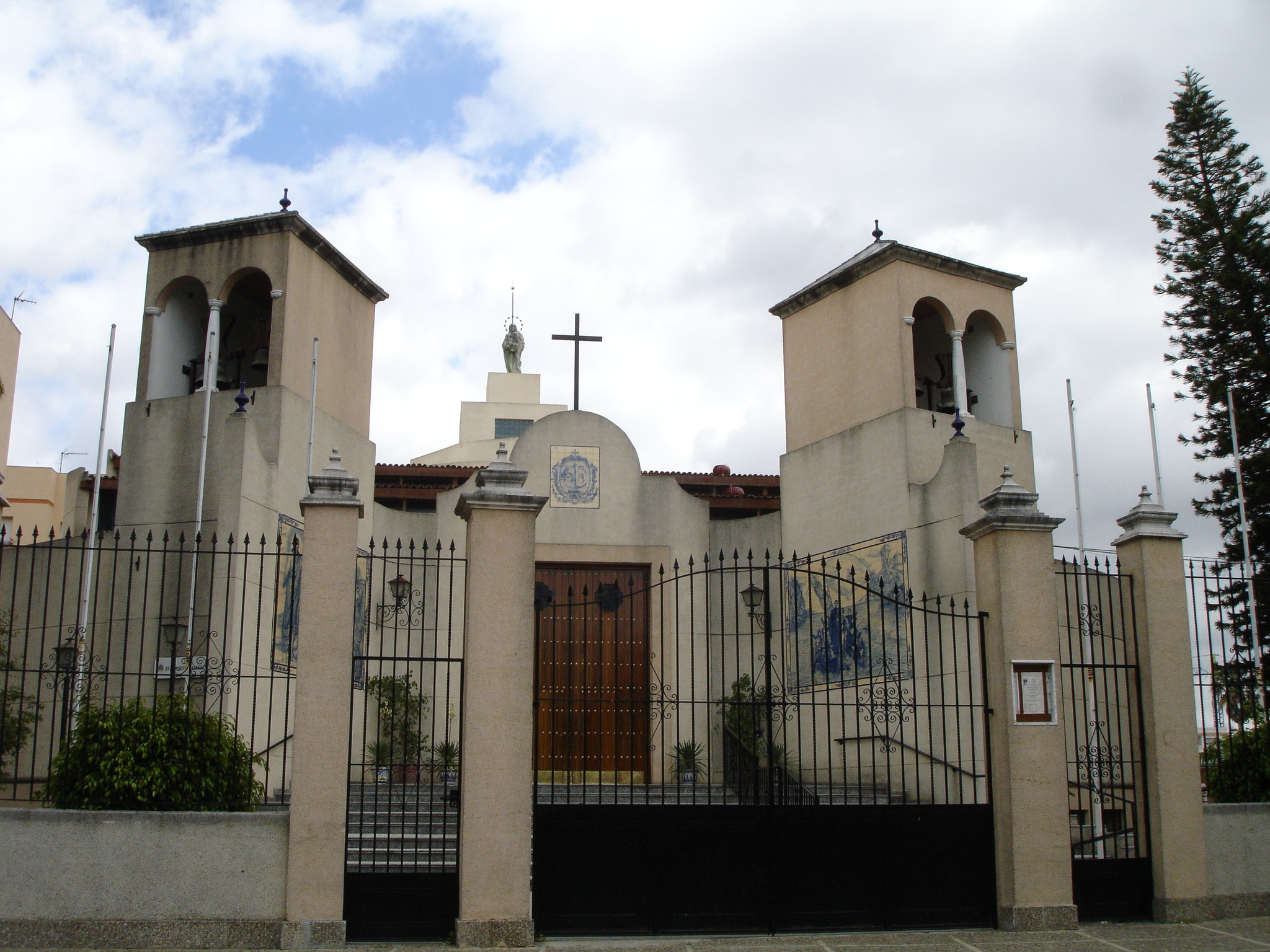
Santuario de María Auxiliadora

Tiene como sede el Santuario María Auxiliadora, el cual fue construido en el año 2000, año jubilar. Dicho Santuario se encuentra en el colegio Salesiano Purísima Concepción-Manuel Lora Tamayo, en el barrio de Icovesa.

## Paso por Carrera Oficial
| Predecesor: La Vera Cruz | Orden de entrada en Carrera Oficial (Jueves Santo) 2º lugar | Sucesor: La Oración en e Huerto |